# Alexandre Sarrasin
Alexandre Sarrasin (* 13. März 1895 in Saint-Maurice, Kanton Wallis; † 24. Juli 1976 in Le Mont-sur-Lausanne, Kanton Waadt) war ein Schweizer Bauingenieur, der insbesondere durch seine Stahlbeton-Brücken bekannt wurde.

## Leben
Sarrasin absolvierte von 1913 bis 1918 sein Bauingenieurstudium an der ETH Zürich. Anschliessend arbeitete er in einem Ingenieurbüro in Lausanne, das er 1921 übernahm. Als der belgische Architekt Michel Polak ihm kurz darauf die Zusammenarbeit am Résidence Palace in Brüssel anbot, eröffnete er auch dort ein Büro, in dem bald weitere Projekte bearbeitet wurden. 1927 zog er nach Brüssel. Sein Büro in Lausanne leitete er vor allem brieflich; Projekte in der Schweiz wurden meist in Brüssel bearbeitet. Nach dem Ausbruch des Zweiten Weltkriegs kehrte er 1940 nach Lausanne zurück, wo er zahlreiche Projekte in der Westschweiz realisierte. Von 1949 bis 1957 hielt er Vorlesungen über Stahlbeton als Gast-Professor an der École polytechnique de l’Université de Lausanne, der heutigen École polytechnique fédérale de Lausanne. Danach konzentrierte er sich auf seine Ingenieurbüros, die er inzwischen auch in Genf und Sion gegründet hatte. Dort beriet er unter anderem bei dem in der Westschweiz beginnenden Bau von Autobahnen und begann eine Zusammenarbeit mit dem Architekten Jean Tschumi. Er blieb bis an sein Lebensende in seinem Büro tätig, das sein Sohn Philippe fortführte.

## Werke
- Karte mit allen Koordinaten:
- OSM |
- WikiMap

Eine Auswahl seiner Werke umfasst:
- Pont de Branson (1924–1925) (), eine Balkenbrücke über die Rhone im Dorf Branson (früher auch Brançon) der Gemeinde Fully im Kanton Wallis.[3] Die insgesamt 106,24 m lange Brücke war mit ihren drei Öffnungen von 28,80 + 38,40 + 28,80 m die erste weitgespannte Stahlbetonbrücke der Schweiz.[4] Sie wurde in den Jahren 2006–2008 ersetzt durch eine wenige Meter oberhalb gebaute Stahlbetonbrücke mit stählernem Fachwerk-Unterzug.[5]

- Ausgleichbecken im Dorf Les Marécottes (1924–1925) () in der Gemeinde Salvan für das im Tal der Rhone gelegene SBB-Kraftwerk Vernayaz. Das in den Hang hinein gebaute, rund 200 m × 40 m grosse Becken mit einem Fassungsvermögen von 47.000 m³ wird talseits nach Art einer Staumauer durch eine mehr als 200 m lange und 7 m hohe, auffällige Konstruktion aus einer Reihe von schrägstehenden Gewölben mit einer Dicke von nur 12 cm eingefasst, die von trapezförmigen Querscheiben gestützt werden. Entgegen den bis dahin üblichen Bauweisen verwendete Sarrasin Stahlbeton anstelle von unbewehrtem Beton und gleiche Neigungswinkel auf beiden Seiten der Mauer.[2][6]

- Résidence Palace (1927–1928), ein luxuriöses Wohngebäude in Brüssel.

- Merjenbrücke (1928–1930) (französisch Pont de Meryen) () in Stalden, eine von Sarrasin zusammen mit den Architekten Kalbermatten, Polak und Hoch entworfene, 117,50 m lange und 5 m breite Stahlbeton-Brücke, die mit einem Bogen mit einer Stützweite von 66,33 m und zwei seitlichen Rahmen die Matter Vispa in einer Höhe von 150 m überquert. Die ebenfalls in Stahlbeton ausgeführten massiven Brüstungen dienen bei ihr als Versteifung der beiden schlanken, eingespannten Bogenrippen.[7]

- Pont de Naou-Hounts (1930–1931) in den französischen Pyrenäen südlich von Bagnères-de-Luchon,[8] eine Stahlbetonbrücke aus zwei Vierendeelträgern mit einer Stützweite von 52,9 m.[9]

- Rhonebrücke zwischen Vernayaz und Dorénaz (1933) (), eine 99 m lange Balkenbrücke mit einer Spannweite der Hauptöffnung von 45 m und einer Fahrbahnplatte, die kraftschlüssig mit den Hauptträgern und den Brüstungen verbunden ist, so dass ein Trogquerschnitt entsteht.[10]

- Pont de Gueuroz (1932–1934) () über die Trient-Schlucht oberhalb von Vernayaz, eine 168 m lange Stahlbetonbogenbrücke mit zwei schlanken, eingespannten Bogenrippen, die die Schlucht in einer Höhe von 187 m überquert.[11]

- Eisenbahnviadukt (1953) () in Sembrancher im Kanton Wallis, ein 370 m langes Eisenbahnviadukt, das vom Bahnhof aus über die Hauptstrasse 21 und die Dranse führt und den Fluss mit einem 50 m weiten Bogen mit rechteckigem Plattenquerschnitt überquert.

- Rhonebrücke (1957) () bei Saint-Maurice. Die Spannbetonbrücke im Zuge der Hauptstrasse 21 bzw. Route de Lavey war ursprünglich als Autobahnbrücke geplant. Ihre Spannweiten von 30 + 116 + 30 m waren damals Schweizer Rekord.

- Bahnbrücke Mühlebach (1959) in Stalden.

- Nestlé-Hauptverwaltung (1959–1960) in Vevey zusammen mit dem Architekten Jean Tschumi

- Viaduc de la Chocolatière in Lausanne, Autobahnbrücke (1964, 1973)[12]

## Archivalien
- Archivbestand: Alexandre Sarrasin. Archives de la construction moderne der EPFL, Lausanne, Schweiz.